# Adolf Flecken
Adolf Flecken (* 26. Juli 1889 in Neuss; † 26. Dezember 1966 ebenda) war ein deutscher Politiker (Zentrum, CDU).

## Leben
Flecken studierte nach dem Abitur am Neusser Quirinus-Gymnasium an den Universitäten Bonn und München Rechts- und Staatswissenschaften und wurde 1913 an der Universität Greifswald mit der Arbeit Die Haftung des Erwerbers für die im Betriebe des Geschäftes begründeten Verbindlichkeiten bei Geschäftsübergang unter Lebenden zum Doktor beider Rechte Dr. iur. utr. promoviert. 1911 hatte er das Referendarsexamen abgelegt, von 1914 bis 1918 war er Justitiar im preußischen Kriegsministerium, 1918 legte er die große Juristische Staatsprüfung in Berlin ab. Von 1918 bis 1922 war als Rechtsanwalt am Kammergericht in Berlin zugelassen und Hauptgeschäftsführer verschiedener Wirtschaftsorganisationen (vor allem der Lebensmittelindustrie). Flecken war verheiratet mit Therese, geb. Goder, aus Neuss; sie hatten eine Tochter und einen Sohn.
1922 kehrte er nach Neuss zurück, hier war er ab 1922 als Rechtsanwalt und Geschäftsführer eines Buchdruckereibetriebes tätig. Er wurde 1926 Vorsitzender des Berufsausbildungsausschusses der Industrie- und Handelskammer Neuss und 1930 Hauptgeschäftsführer der Gemeinschaft Neußer Industrieller und der dortigen Arbeitgebervereinigung. Während der Zeit der Weimarer Republik schloss er sich der Zentrumspartei an und wurde Stadtverordneter in Neuss, bei den Reichstagswahlen 1933 war er in Neuss Kandidat der Zentrumspartei; mit knappen 0,61 % Stimmen Abstand unterlag er dem NSDAP-Kandidaten.
Während des Zweiten Weltkriegs war er als früherer Hauptgeschäftsführer der Gemeinschaft Neusser Industrieller für den Zwangsarbeitereinsatz in Neuss mitverantwortlich. Nach dem missglückten Attentat auf Hitler am 20. Juli 1944 als ehemaliges Mitglied der katholisch geprägten Zentrumspartei kurzzeitig inhaftiert, galt Flecken als politisch unbelastet und saß dem Neusser Entnazifizierungsausschuss vor.
Nach dem Zweiten Weltkrieg war Flecken Mitbegründer der CDU in Nordrhein-Westfalen und wurde Mitglied des Landtags, dem er von 1947 bis wenige Monate vor seinem Tode angehörte. Von September 1950 bis Mai 1952 amtierte er als Innen- und von Januar 1952 bis Februar 1956 als Finanzminister in Nordrhein-Westfalen unter Ministerpräsident Karl Arnold; während dieser Zeit gehörte er auch dem Bundesrat an. Stadtverordneter seiner Heimatstadt Neuss war er für die CDU von 1945 bis 1961; in den ersten Nachkriegsjahren war er auch Hauptgeschäftsführer der Industrie- und Handelskammer Neuss. Flecken verstarb am zweiten Weihnachtstag 1966 in Neuss, den Exequien im Neusser Quirinus-Münster stand Joseph Kardinal Frings vor, am Begräbnis auf dem Neusser Hauptfriedhof nahmen u. a. auch Altbundeskanzler Konrad Adenauer und der nordrhein-westfälische Innenminister Willi Weyer teil.
Flecken war vielfach gesellschaftlich engagiert. So war er u. a. Vorsitzender des Rheinischen Vereins für Denkmalpflege und Heimatschutz und des Deutschen und des Rheinischen Heimatbundes, Mitbegründer des Bundes Katholischer Unternehmer (BKU), Mitglied des Diözesankomitees der Katholikenausschüsse des Erzbistums Köln, in Neuss u. a. Vorsitzender der Vereinigung der Heimatfreunde Neuss e. V. (1946 bis 1966), des Neusser Rudervereins (1926 bis 1937), Mitglied und später Vizepräsident des Komitees des Neusser Bürger-Schützenvereins (1948 bis 1959, ab 1965 Ehrenmitglied des Vereins; 1937 hatte er eine Wahl in das Komitee noch abgelehnt) und Präsident des Neusser Reiter- und Rennvereins. Jahrzehnte gehörte er dem Kirchenvorstand der katholischen Kirchengemeinde St. Quirin in Neuss an.
Er war Mitglied der katholischen Studentenverbindungen KDStV Staufia Bonn (deren Philistersenior war er rund vier Jahrzehnte), KDStV Rheno-Franconia München, KDStV Bavaria Bonn, FAV Rheno-Guestfalia Hann. Münden, KDStV Rheinfels zu Bonn und KDStV Alemannia Greifswald zu Münster im Cartellverband der katholischen deutschen Studentenverbindungen (CV).
Große Teile des Nachlasses Fleckens sind im Stadtarchiv Neuss verwahrt.

## Ehrungen und Auszeichnungen
- Ehrenzeichen I. Klasse des Deutschen Roten Kreuzes (1954)
- Komturkreuz mit Stern des päpstlichen Gregoriusordens (1955)
- Großes Bundesverdienstkreuz mit Stern und Schulterband des Verdienstordens der Bundesrepublik Deutschland (1957)
- Träger der Sportplakette des Landes Nordrhein-Westfalen (1965)
- Ehrenmitglied des Neusser Bürger-Schützenvereins (1965)
- Ehrensenator des Elferrats der Vereinigung der Heimatfreunde Neuss e. V.